# 慎吾ママのおはロック
「慎吾ママのおはロック」（しんごままのおはろっく）は、元SMAPの香取慎吾が慎吾ママ名義で発売した1枚目のシングル。2000年（平成12年）8月18日にビクターエンタテインメントから発売された。

## 解説
- 香取慎吾が、フジテレビ系バラエティ『サタ☆スマ』内で扮するキャラクター、慎吾ママ名義で発売したデビューシングルである。同番組の「慎吾ママのこっそり朝御飯」という企画内で登場したキャラクターであり、テレビ東京の朝の子供番組『おはスタ』で山寺宏一（当時のメインMC）などが使用する朝の挨拶「おっはー」[注 1]を随所で使用するなどして人気を得ていた。
- 香取のソロ作品としては、1997年（平成9年）10月29日に発売されたサザンオールスターズのキーボーディスト、原由子とデュエットした「みんないい子」[注 2]以来である。
- 楽曲製作に当たり、当時ピチカート・ファイヴに在籍していた小西康陽がプロデュース、作詞・作曲を担当した。歌い出しやサビでこの「おっはー」のフレーズを織り交ぜるポップスに仕上がっている。
- 8月にシングルリリースされた際には、香取が慎吾ママに扮し、TBSの『うたばん』やテレビ朝日の『ミュージックステーション』に出演した。特定の放送局で演じられるキャラクターが、他局にキャラクターのまま出演する例はまれであり、番組内でもあくまでも香取慎吾とは別人であるという設定を押し通した。
- 本作のヒットが象徴するように、大流行となったこの「おっはー」は2000年（平成12年）の新語・流行語大賞の年間大賞を受賞した。2000年（平成12年）にデビューした歌手の中では最大のヒット曲となった。
- セイコーの一部の目覚まし時計の内蔵曲にも使用されている。

## チャート成績
本作はオリコンチャートの集計上不利となる、通例の水曜日より2日遅い金曜日発売となったが、発売週のオリコンシングルチャートで1位を記録した。SMAPメンバーのソロシングルが1位を記録したのは本作が初である。2016年（平成28年）現在でも、SMAPのソロメンバーでは香取と稲垣吾郎（&G名義）のみ記録している。最終的にはオリコン・日本レコード協会の集計で共にミリオンセラーを達成する大ヒットとなり、累計売上は130万枚以上である。

## 収録曲
全作詞・作曲：小西康陽
1. 慎吾ママのおはロック
歌詞は番組内での企画やキャラクターに関する内容がテーマになっている。
また、間奏ではSMAPの各メンバーの名前が登場しているが、中居正広のみ弄られている。
2. 慎吾ママのおはロック (readymade cliche 524 mix)
  - リミックス・ヴァージョン
3. 慎吾ママのおはロック (music track)

## ミュージック・ビデオ
本作のミュージック・ビデオはエキストラの子供たちのほか、SMAPのメンバーを始め、番組の共演などでゆかりのある笑福亭鶴瓶、菅野美穂、萩本欽一、更には田中邦衛、ジェームス・ブラウンなど数々の著名人が出演した。このPVにはそれぞれオリジナルの「おっはー」が収録されており、CD音源とは別バージョンとなる。このPVはMVA00の BEST POPS VIDEO 賞を受賞した。

### ミュージック・ビデオの主な出演者
- GO・ダンサー
- SMAP（中居正広、木村拓哉、稲垣吾郎、草彅剛）
- 笑福亭鶴瓶
- 江川卓
- 菅野美穂
- 久本雅美
- キャイ〜ン
- 鈴木京香
- おすぎとピーコ
- ジェームス・ブラウン
- 田中邦衛
- 萩本欽一
- 柴田理恵
- 乙武洋匡
- 大石大二郎
- 橋田壽賀子

## 備考
- ジャケット写真には、番組内で放送された「マヨチュッチュ」のキャプチャー画像を使用している。放送された映像をはめ込んでいるため、ジャケット下部に「良い子はマネしないでね♥」のテロップが付いている。タイトルロゴでは「おは」の部分が片仮名で書かれ、「慎吾ママのオハロック」となっている。
- 初回生産分のみ、CDジャケットのタイトルロゴのステッカー入りジャケット仕様である。
- 2001年（平成13年）8月22日に、2枚目のシングル「慎吾ママの学園天国 -校門篇-」が発売され、こちらのカップリングに本作タイトル曲のリミックスバージョン「慎吾ママのおはロック音頭」が収録されている。

## パロディ
- めちゃ²イケてるッ! - ICDTV2（イケてるカウントダウンTV2）（2000年後半放送）にて、加藤浩次が加藤ママとして「加藤ママのおはロック」を歌っていた。また、サタ☆スマのパロディコーナーもやっていた。
- 明石家マンション物語 - CDMM（カウントダウンマンション物語）（2000年後半放送）にて、明石家さんまが改編期に放送したスペシャル番組「たけし・さんまの有名人の集まる店」の名物キャラクター、貴子ママとして「貴子ママのデバロック」を歌っていた。
- 右にしてるリング - 2014年（平成26年）11月5日に発売されたNMB48の10枚目のシングル「らしくない」のType-Bのみ、カップリング曲として収録されているチームMによる楽曲である。Type-Bの特典DVDに収録されている同楽曲のミュージック・ビデオでチームMのメンバー全員が、慎吾ママに近いメイドの衣装[注 3]を着て登場している[注 4]。